# Tadano

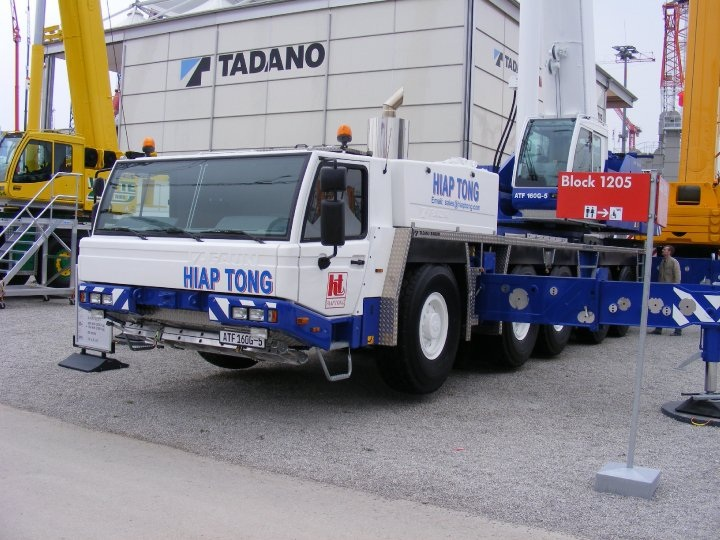
Tadano Stand auf der Bauma 2010 mit Faun Kran

Die japanische Tadano Ltd. ist einer der weltgrößten Hersteller von Hydraulikkranen. In Deutschland ist Tadano vor allem über ihre 100-prozentige Tochtergesellschaft Faun GmbH vertreten.
Die 1948 gegründete Muttergesellschaft Tadano Ltd. mit Hauptsitz im japanischen Takamatsu ist eine international operierende Unternehmensgruppe, die sich auf die Entwicklung und Produktion von hydraulischen Mobilkranen und Hebezeugen spezialisiert hat. Der Umsatz der weltweiten Tadano Gruppe betrug im Geschäftsjahr 2012/2013 rund 1 Milliarde Euro. Weltweit beschäftigt die Tadano Gruppe mehr als 3200 Mitarbeiter, davon über 700 am deutschen Standort in Lauf an der Pegnitz. Mit über 86 internationalen Vertriebs- und Servicestationen sowie 20 Niederlassungen zählt die Tadano Gruppe zu den großen Herstellern im Bereich Mobilkran- und Hebetechnik. Insgesamt hat die Tadano Gruppe in den letzten Jahrzehnten Hebeeinrichtungen für mehr als eine halbe Million Hebefahrzeuge produziert und ausgeliefert.
2019 übernahm man von der Terex die Traditionsmarke Demag, die ihren Sitz im rheinland-pfälzischen Zweibrücken hat.

## Wirtschaftsdaten
Die Tadano Ltd. erwirtschaftet einen Umsatz von rund 911 Mio. US-$ (2004).

## Unternehmensstruktur
- Die Tadano Faun GmbH, Deutschland, ist eine 100-prozentige Tochtergesellschaft der Tadano Ltd.
- Die TIE B.V., Niederlande, war ebenfalls eine 100-prozentige Tochtergesellschaft der Tadano Ltd.
- Die Tadano Europe Holdings GmbH, früher Tadano Demag GmbH, davor Terex Cranes Germany GmbH ist eine 100-prozentige Tochtergesellschaft der Tadano Ltd.